# Fome (1929)
Fome é um filme mudo de 1929, produzido, dirigido e interpretado por Olympio Guilherme.
Fome é considerado o primeiro filme neorrealista de produção brasileira.

## História
Olympio Guilherme foi contratado pela Fox Film para uma temporada de atuação nos Estados Unidos, após o mesmo ganhar o concurso de "novos talentos" realizado no Brasil, em 1927.
Com pequenas participações, sempre como figurante, e com um salário na proporção de suas atuações, Olympio aprendeu a produzir filmes nos estúdios da própria Fox e escreveu um filme intitulado "Fome", com o objetivo de mostrar o dia-a-dia dos atores latino-americanos desempregados no local mais glamoroso dos Estados Unidos; o distrito de Hollywood.
Com um orçamento modesto e uma pequena câmara, Olympio utilizou-se de técnicas de documentários, ao filmar pessoas reais em situações reais e nas cenas de ficção, ele próprio atuava. Apesar das dificuldades financeiras, o filme foi finalizado e sua distribuição foi deficitária, sendo exibido em poucos lugares.